# Ruscino

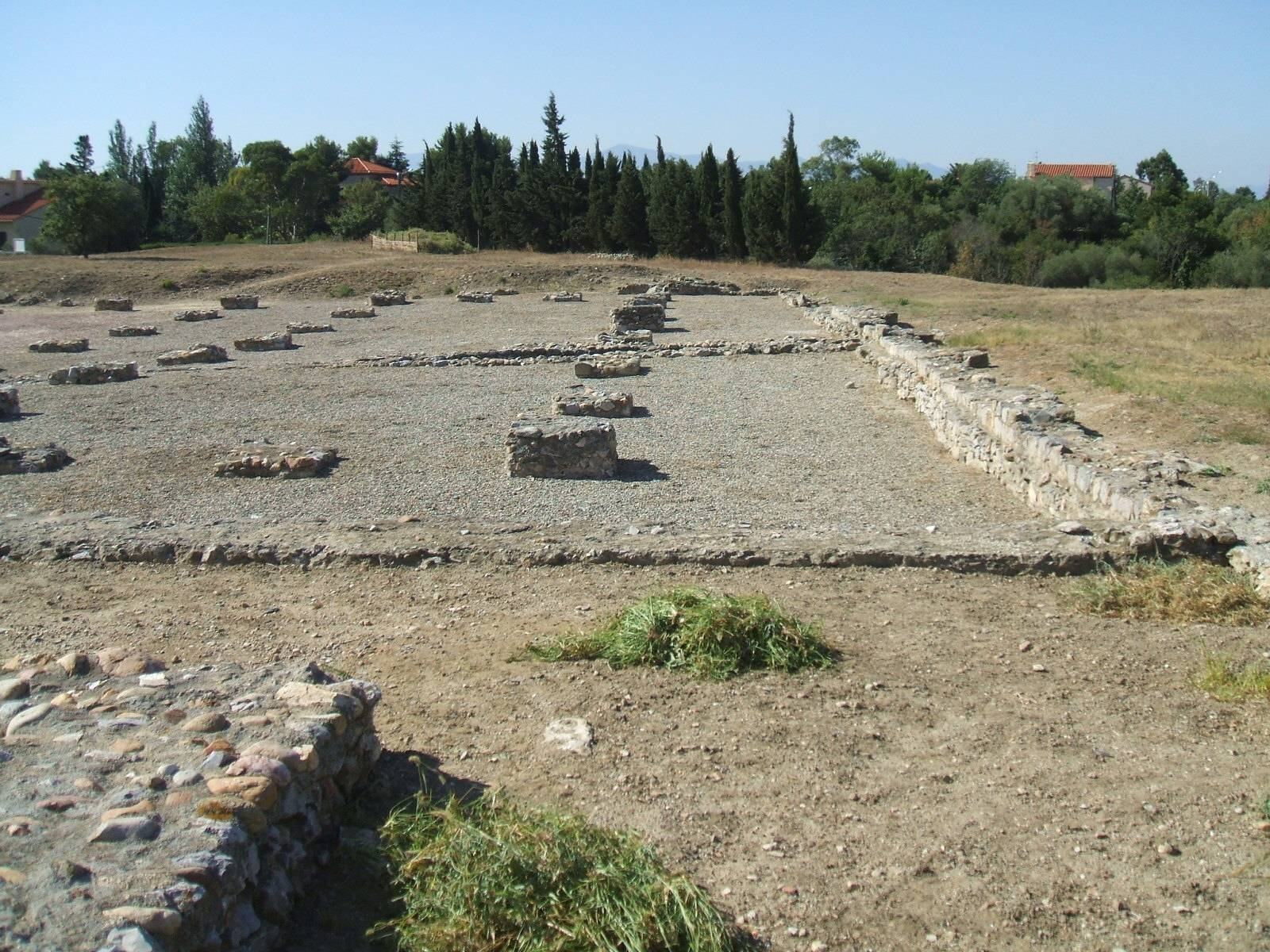
Ruscino, ciudad de los Volcas tectósages, situada en la Galia Narbonense.

Ruscino (en griego: Ῥουσκινόν o Ῥουσκινών) fue un antiguo oppidum ibero y más tarde galo-romano, situado cerca de Perpiñán, Pirineos Orientales, en Francia. Ha dado nombre al Rosellón, así como al barrio llamado Château-Roussillon que se encuentra en la misma localidad. Los restos arqueológicos, que van desde la Edad de Hierro hasta la Edad Media, fueron declarados monumento histórico en 1954 por el gobierno francés.

## Historia
Tras una primera etapa ibera, Ruscino fue una ciudad de los Volcas tectósages en la Galia Narbonense, muy cerca de la actual Perpiñán. Sus restos, actualmente visitables, están situados al sur del pueblo de Castell Rosselló y cerca del yacimiento de Bajoles.
Cuando Aníbal entró a la Galia llegó a Illiberis (Elna) y de allí pasó a Ruscino, al lado del río del mismo nombre y cerca de un estanque también llamado Ruscino, próximo al mar y abundante en peces. Pomponio Mela lo menciona como colonia romana (Col. Rus. Leg. VI). Plinio el Viejo lo denomina Oppidum Latinorum, de lo cual se deduce que fue Colonia romana.
En algunos itinerarios aparece como Ruscione. En la Tabula Peutingeriana también es mencionado. Más adelante, aparece bajo el nombre de Rosciliona.
Se corresponde con el Castell Rosselló o Tueste del Rosselló, al lado del río Têt, muy cerca de Perpiñán. El antiguo Ruscino (también mencionado como Tetis, derivado de Têt) dio nombre al Condado de Rosellón (Rosciliona o Ruscione, catalán Rosselló).